# Fabio Pusterla
Fabio Pusterla (Mendrisio, Suïssa, 3 de maig de 1957) és un poeta, traductor i assagista suís de llengua italiana.
Llicenciat en literatura moderna per la Universitat de Pavia, ensenya al Liceo Cantonale i a la Universitat de la Suïssa italiana de Lugano. Durant uns anys va donar cursos en la Universitat de Ginebra. Va ser un dels fundadors de la revista literària Idra, publicada a Milà del 1988 al 1998. Col·labora en diaris i revistes de Suïssa i Itàlia, i tradueix principalment del francès, amb alguna inclursió en la literatura portuguesa. Va dirigir l'edició crítica de les obres de Vittorio Imbriani.
Caracteritzada al principi per una forta influència expressionista (com va assenyalar Pier Vincenzo Mengaldo), però amb traços més calms que l'insereixen en la tradició del corrent definit per Luciano Anceschi com la «Linea Lombarda» (Giorgio Orelli i Vittorio Sereni), la poètica de Pusterla s'ha anat acostant cada vegada més a una poesia amb un fort contingut civil, com particularment es veu en Folla sommersa (Multitud submergida), mentre que l'experiència de la traducció estretament lligada a Philippe Jaccottet l'ha portat a una major atenció als objectes quotidians, a les vides i les coses oblidades (així en Le cose senza storia), probablement reforçada per l'origen geogràfic descentrat: va créixer en una ciutat fronterera, Chiasso, i el seu treball docent té lloc a Lugano, en la Suïssa de llengua italiana.

## Obres
Poesia
- Concessione all'inverno. Bellinzona: Casagrande, 1985.
- Bocksten. Milà: Marcos y Marcos, 1989.
- Le cose senza storia. Milà: Marcos y Marcos, 1994.
- Danza macabra. Camnago: LietoColleLibri, 1995.
- Isla persa. Locarno: Il Salice, 1997.
- Pietra sangue. Milà: Marcos y Marcos, 1999.
- Sette frammenti dalla terra di nessuno, elaboració gràfica de Livio Schiozzi. Flussio: 2003.
- Folla sommersa. Milà: Marcos y Marcos, 2004.
- Movimenti sull'acqua, Faloppio: LietoColleLibri, 2004.
- Storie dell'armadillo. Milà: Quaderni di Orfeo, 2006.
- I gabbiani del Guasco, amb un gravat original de l'autor. Milà: Il ragazzo innocuo, 2007.
- Sulle rive, tra le foglie sui rami. Como: Lithos, 2008.
- Il motivo di una danza, linòleum original de Luciano Ragozzino. Milà: Quaderni di Orfeo, 2008.
- Le terre emerse. Poesie scelte 1985-2008. Torí: Einaudi, 2009.
- Uomo dell'alba, linòleum original de Luciano Ragozzino. Milà: Quaderni di Orfeo, 2010.
- Corpo stellare. Milà: Marcos y Marcos, 2010.
- Cocci e frammenti. Lugano: Alla Chiara Fonte, 2011.
- Argéman. Milà: Marcos y Marcos, 2014.
- Ultimi cenni del custode delle acque (quattordici frammenti). Messina: Carteggi Letterari, 2016.

Assaig
- Il nervo di Arnold e altre letture. Saggi e note sulla poesia contemporanea. Milano: Marcos y Marcos, 2007.
- Una goccia di splendore. Riflessioni sulla scuola. Bellinzona: Casagrande, 2008.

Dialectologia i etnografia
- Il dialetto della Valle Intelvi: fonetica storica, fonologia, morfosintassi. Pavia, 1981.
- Cultura e linguaggio della Valle Intelvi. Indagini lessicali ed etnografiche, amb Claudia Patocchi. Senna Comasco: La Comasina Grafica, 1983.

Traduccions
- Philippe Jaccottet,Il Barbagianni. Amb un assaig de Jean Starobinski. Torí: Giulio Einaudi, 1992.
- Nuno Júdice, Adagio. Ripatransone: Sestante, 1994.
- Philippe Jaccottet, Edera e calce. Ancona: Centro Studi Franco Scataglini, 1995.
- Philippe Jaccottet, Libretto. Milà: Scheiwiller, 1995.
- Philippe Jaccottet, Paesaggio con figure assenti, Locarno: A. Dadò, 1996.
- Philippe Jaccottet, Alla luce d'inverno. Pensieri sotto le nuvole. Milà: Marcos y Marcos, 1997.
- Nel pieno giorno dell'oscurità, antologia de la poesia francesa contemporània. Milà: Marcos y Marcos, 2000.
- Corinna Bille, Cento piccole storie crudeli, Bellinzona: Casagrande, 2001.
- Philippe Jaccottet, E tuttavia. Note dal botro. Milà: Marcos y Marcos, 2006.
- Philippe Jaccottet, La ciotola di Morandi, Bellinzona: Casagrande, 2007.

## Premis i reconeixements
- Premi Internacional Eugenio Montale (1986)
- Premi Schiller (1986, 2000, 2010)
- Premi Giuseppe Dessì (2009)
- Premi Prezzolini (1994), Lionello Fiumi (2007) i Achille Marazza (2008) de traducció literària
- Premi Gottfried Keller (2007)
- Premio Svizzero di Letteratura (2013) i Premio Napoli (2013) pel conjunt de la seua obra.